# Lock Haven
Lock Haven – miasto (city), ośrodek administracyjny hrabstwa Clinton, w środkowej części stanu Pensylwania, w Stanach Zjednoczonych, położone na południowym brzegu rzeki West Branch Susquehanna (dopływ Susquehanny). W 2016 roku miasto liczyło 9549 mieszkańców.
Założone w 1834 roku Lock Haven status miasta (city) otrzymało w 1870 roku. Miejscowość rozwinęła się głównie dzięki przemysłowi drzewnemu. W latach 1937–1984 znajdował się tu zakład produkcyjny wytwórni lotniczej Piper Aircraft, w którym mieści się obecnie poświęcone mu muzeum. Na początku XXI wieku w mieście funkcjonował przemysł motoryzacyjny, papierniczy i tekstylny.
Mieści się tutaj uniwersytet Lock Haven University of Pennsylvania (zał. 1870).